# Польско-литовские войны XIII—XIV веков

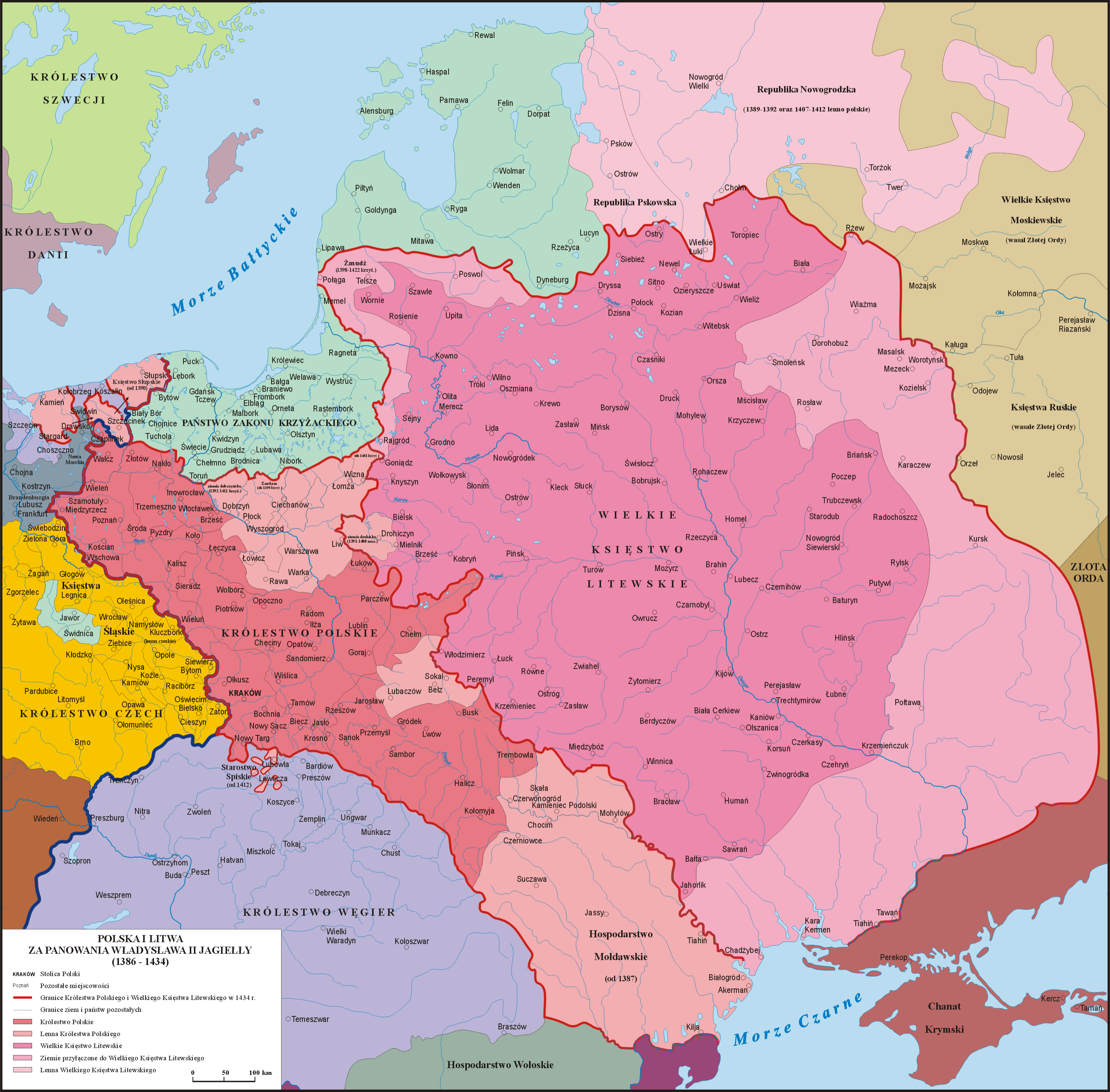
Королевство Польское и Великое княжество Литовское в 1386—1434 годах

Польско-литовские войны XIII—XIV веков — вооруженные столкновения, которые приняли форму разбойных набегов, организованных литовскими князьями на польские земли. Целью этих экспедиций было не занятие территории, а захват пленников и добычи. Литовские набеги иногда приводили к ответным действиям польских князей на территории Литвы. Эта борьба, прерванная временным альянсом польского короля Владислава Локетека с великим князем литовским Гедимином, продолжалась вплоть до 1385 года, когда была заключена Кревская уния между Польшей и Великим княжеством Литовским.

## Политический фон литовских набегов
Литовцы были одним из народов Прибалтики. Коренные литовские земли были бедными и малонаселенными. По этой причине литовцы были склонны к хищнической экспансии, чтобы получить средства к существованию. Литовские князья организовывали грабительские набеги на земли своих соседей. Часто в набегах их союзниками выступали ятвяги.
Первоначально литовские земли были политически разделены. Угроза со стороны Тевтонского и Ливонского орденов, обосновавшихся в Пруссии и Ливонии, усилили тенденции к объединению литовских племён и созданию единого государства. В 1230 годы один из литовских племенных вождей, Миндовг, победил большую часть других удельных князей и объединил под своей властью всю Литву. Во время его правления Литовское княжество начала экспансию на южнорусские княжества, которые, ослабленные монголо-татарским нашествием, стали легкой добычей для литовцев. В то же время великий князь литовский Миндовг и его подручные князья начали совершать систематические набеги на Польшу, которая тогда находилась в состоянии феодальной раздробленности. Польские земли управлялись отдельными князьями, которые часто конфликтовали друг с другими. Поэтому польским князьям было трудно организовать эффективную защиту от литовских набегов.
Совершая нападения на Польшу, литовцы не стремились её завоевать, как это произошло с русскими землями. Эти экспедиции были направлены на захват добычи и прежде всего пленников, которых не хватало в Литве. Целые польские семьи были захвачены в плен и вывезены в Литву, где они стали оседать. Таким образом, было увеличено литовское население по берегам рек Неман, Вилия и Нявежис.
В 1200—1263 годах литовские войска вторгались в польские земли около четырнадцати раз. Во время одного из литовских набегов в 1262 году был убит мазовецкий князь Земовит I.
Преемники Миндовга продолжали разорительные набеги на соседние польские владения. Один из них, Тройден разработал систему расселения в Литве русскими и польскими пленниками. Во время польских набегов войска Тройдена достигали Ленчицы и Калиша. Мазовецкий князь Болеслав II, чтобы защитить свое княжество от литовских набегов, в 1279 году заключил союз с великим князем литовским и женился на его дочери Гаудемунде, в католичестве — Софии.
В 1282 году князь краковский Лешек Черный одержал большую победу над литовским войском в битве под Ровинами на Любельщине, на некоторое время защитил свои владения от литовских нападений.
Позднее литовские набеги повторялись все чаще и чаще.
В начале XIV века большая часть польской территории была объединена под властью Владислава Локетка, который в 1320 году принял титул короля Польши. Тевтонский орден, созданный в Палестине и укрепившийся в Пруссии, стал общей угрозой для Польского королевства и Великого княжества Литовского. В 1325 году польский король Владислав Локетек и великий князь литовский Гедимин (1316—1341) заключили военно-политический союз, направленный против тевтонских рыцарей-крестоносцев. Польско-литовский альянс был закреплен династическим браком между дочерью великого князя литовского — Альдоной (в католичестве — Анна) и королевичем Казимиром, сыном и наследником Владислава Локетка, будущим королем Польши Казимиром Великим (1333—1370).
В правление Казимира Великого война между Польшей и Великим княжеством Литовским возобновились из-за взаимных претензий на Галицко-Волынское княжество. Война за галицко-волынское наследство продолжалась с перерывами с 1340 по 1366 год, в итоге закончилась победой Польши.
После смерти Казимира Великого в 1370 году литовские князья совершили поход на Волынь, где вернули под свой контроль Владимир-Волынский, Белз и Хелм, восстановив утраченные позиции. Это было последнее крупное литовское вторжение вглубь польской территории. В 1377 году Людовик (Лайош) Великий, король Польши и Венгрии, предпринял карательный поход на литовских князей, вернув захваченные польские владения на Волыни.
В правление королевы Ядвиги польские магнаты начали переговоры с представителями великого князя литовского Ягайло о заключении польско-литовской унии из-за угрозы для обеих государств со стороны тевтонских рыцарей-крестоносцев. В 1385 года в замке Крево была заключена так называемая Кревская династическая уния между Великим княжеством Литовским и Польским королевством. По условиям унии великий князь литовский Ягайло должен был жениться на польской королеве Ядвиге, став новым королем Польши. Ягайло также обязался принять католическое крещение и способствовать христианизации Литвы. Одним из условий Кревской унии было освобождение литовцами польских пленных.
Кревская уния 1385 года завершила польско-литовские войны.

## Воздействие литовских набегов на экономику и демографию Польши
Результатом многочисленных набегов литовцев стало уменьшение населения в крупных областях Польши. В непосредственной близости от Вислицы, в правление Казимира Великого, проживало 30 человек на квадратный километр, на Сандомирщине — 22, на Люблинской возвышенности — в среднем 1 человек. Польские земли к востоку от Вислы сильно безлюдели. Литовцы, хотя и не могли поставить под угрозу существование Польского государства, но смогли пленить тысячи польских жителей из восточных областей и переселить их в Литву, сделав невозможным экономическое развитие Восточной Польши и вызвав много человеческих трагедий.
Неизвестно точно, сколько поляков были похищены литовцами в течение почти двух столетий военных действий. Современные хронисты упоминают очень большие числа, которые, однако, трудно проверить. Известно, что литовская княжна Альдона, выданная замуж за польского королевича Казимира Великого, получила в приданое четыре тысячи освобожденных пленных поляков. Предполагается, что накануне заключения Кревской унии в Литве могло находиться до сорока тысяч поляков. Это значительный процент, принимая во внимание, что всё население Литвы тогда составляло двести тысяч человек (остальные восемьсот тысяч были русскоязычные жители из завоеванных русских княжеств и земель).

## Основные литовские набеги на польские земли
- 1250 год — рейд на Люблинщину
- 1260 год — набег на Мазовию
- 1262 год — рейд на Мазовию (осада Яздува и смерть князя Земовита I)
- 1269 год — нападение на Куявию
- 1277 год — набег на Ленчицу
- 1282 год — нападение на Люблинскую землю (польская победа в битве при Нареве)
- 1282 год — набег на Сандомирскую землю (польская победа при Ровинах)
- 1286 год — рейд на Мазовию
- 1287 год — набег на Добжинскую землю
- 1294 год — набег на Ленчицкую землю (поражение поляков под Трояновом, смерть князя Казимира II ленчицкого)
- 1302 год — рейд на Добжинское княжество
- 1306 год — набег на Серадзское и Калишское княжества
- 1336 год — рейд на Мазовию
- 1340—1392 годы — Война за галицко-волынское наследство
- 1368 год — нападение на Мазовию
- 1370 год — вторжение литовских князей на Волынь, захват Владимира-Волынского, Белза и Хелма.